# Selenologie

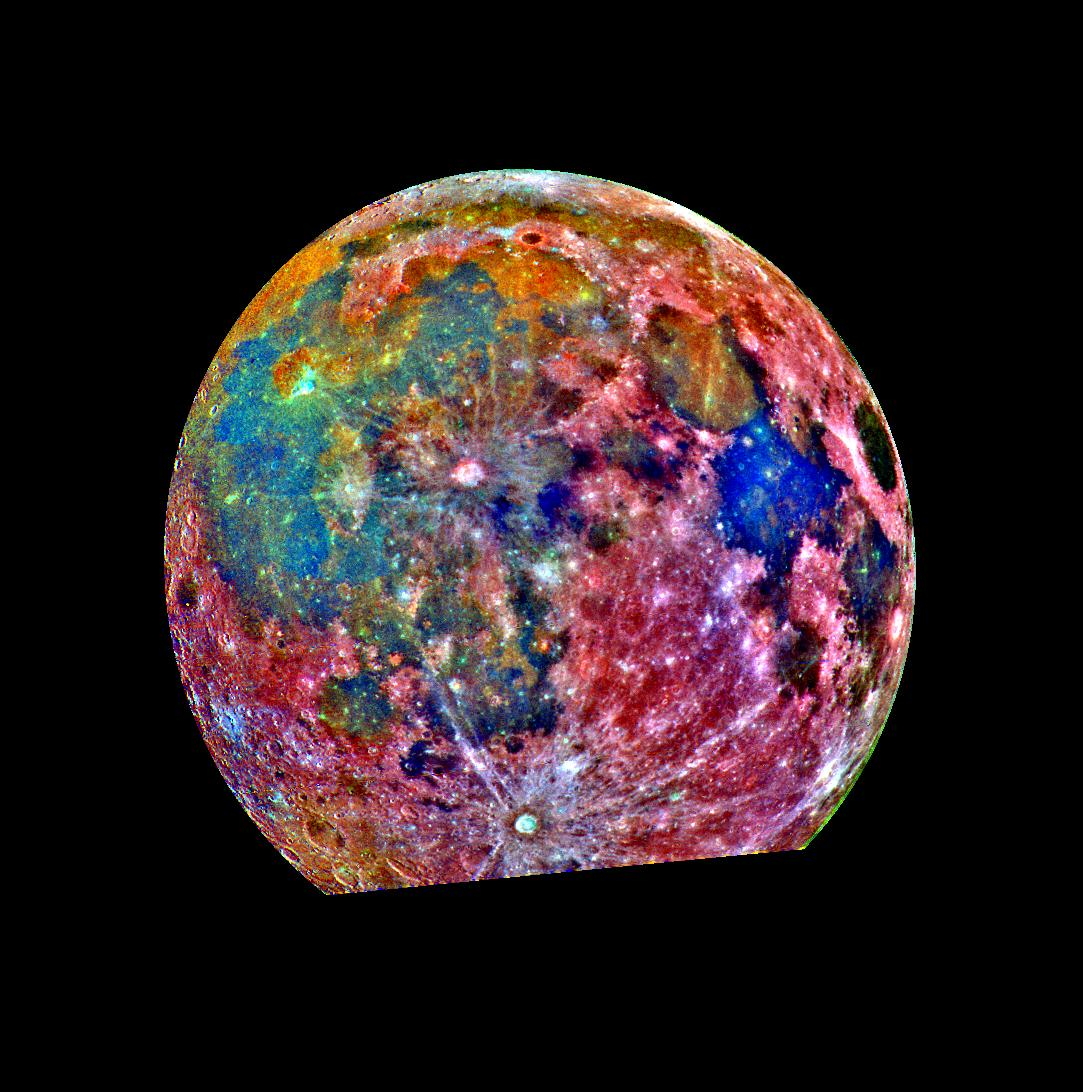
Falschfarbenbild des Mondes. Die Farben kennzeichnen geologisch unterschiedliche Strukturen und Gebiete.

Selenologie (aus dem Griechischen: „Mondforschung“) ist das Teilgebiet der Astrogeologie, das sich mit dem Erdmond befasst, also mit der Entstehung, dem inneren Aufbau, den formenden Prozessen und der Zusammensetzung des Mondes. Alternativ zu Selenologie spricht man auch von Lunargeologie, Mondgeologie oder einfach Geologie des Mondes.

## Begriffsgeschichte
Der Begriff wurde im 19. Jahrhundert gebildet in Anlehnung an die Unterscheidung von Geographie und Geologie, damals noch rein erdbezogene Wissenschaften. Man sprach also von der Selenologie als Entsprechung der irdischen Geologie, im Gegensatz zur Selenographie, die entsprechend der Geographie sich mit der Untersuchung der Oberflächenstrukturen des Mondes und der Erstellung von Mondkarten befasste.
Heute wird der Begriff nur noch selten verwendet. Zudem bezeichnet er auch die „Mondkunde“ oder „Mondwissenschaft“ ganz allgemein, vor allem im angelsächsischen Raum wird Selenology in dieser allgemeineren Bedeutung (lunar sciences) verwendet.